# Мур Парк (станция метро)
«Мур-парк» (англ. Moor Park) — полностью наземная станция лондонского метро, расположенная в районе Три-Риверс в графстве Хартфордшир. Принимает пассажиров как самого Мур-парк, так и близлежащих районов Истбери (англ. Eastbury) и Южный Оши (англ. South Oxhey). На станции останавливаются поезда линии Метрополитен. Станция находится за пределами границ Большого Лондона в тарифной зоне 6 и 7.

## История
Продление линии «Столичной железной дороги» («Метрополитен») от Пиннера до Рикмэнсворса было открыто в 1887 году. Вскоре, после 1899 года здесь также проходили поезда Great Central Railway, следующие по путям линии «Метрополитен» через Verney Junction. Станция на месте нынешней «Мур-парк» была открыта 9 мая 1910 года под названием «Сэнди-Лодж», в честь расположенного неподалёку поля для гольфа Сэнди Лодж.

## Галерея

Станция «Мур-парк»
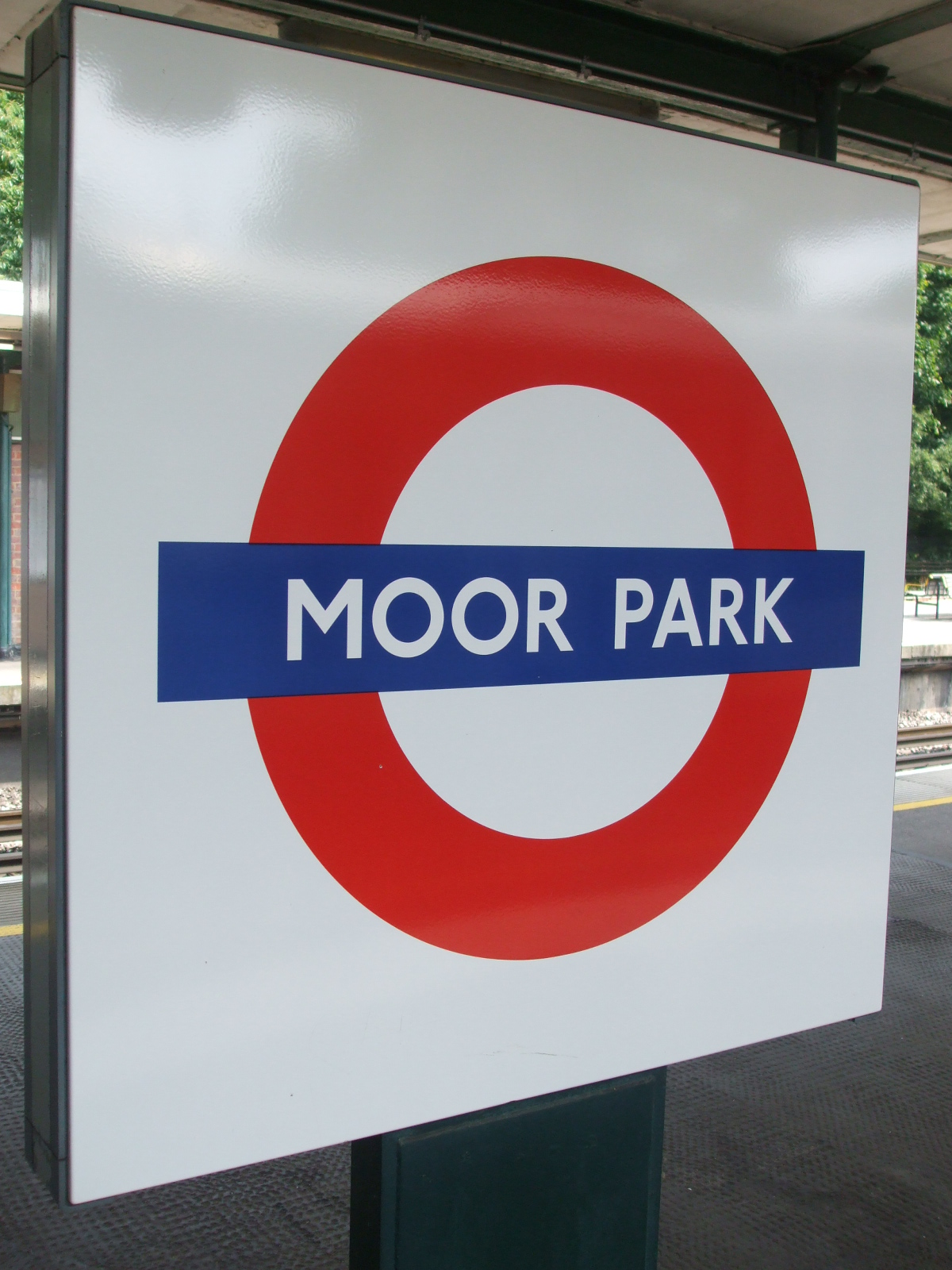
Рондель станции
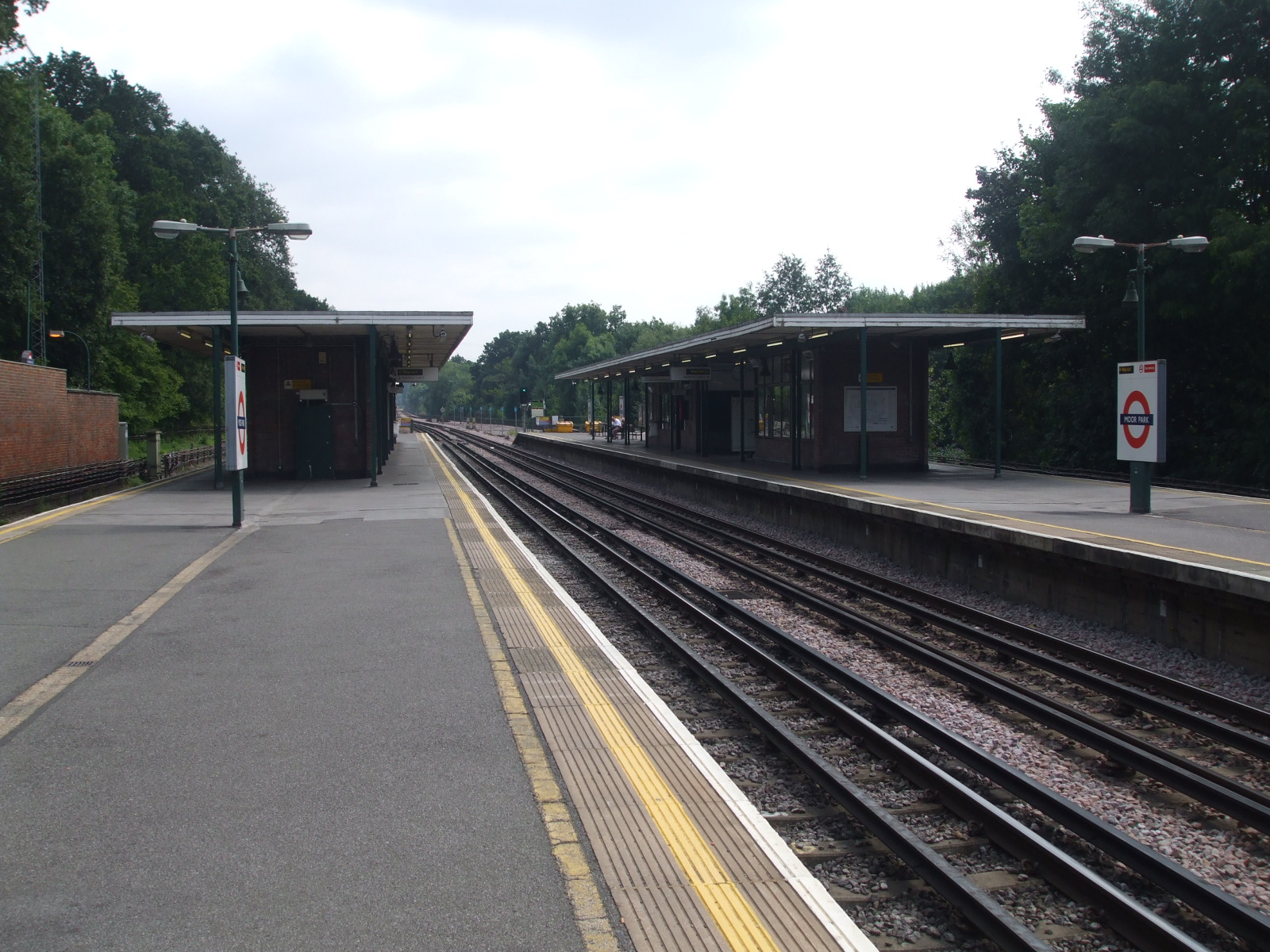
Платформа
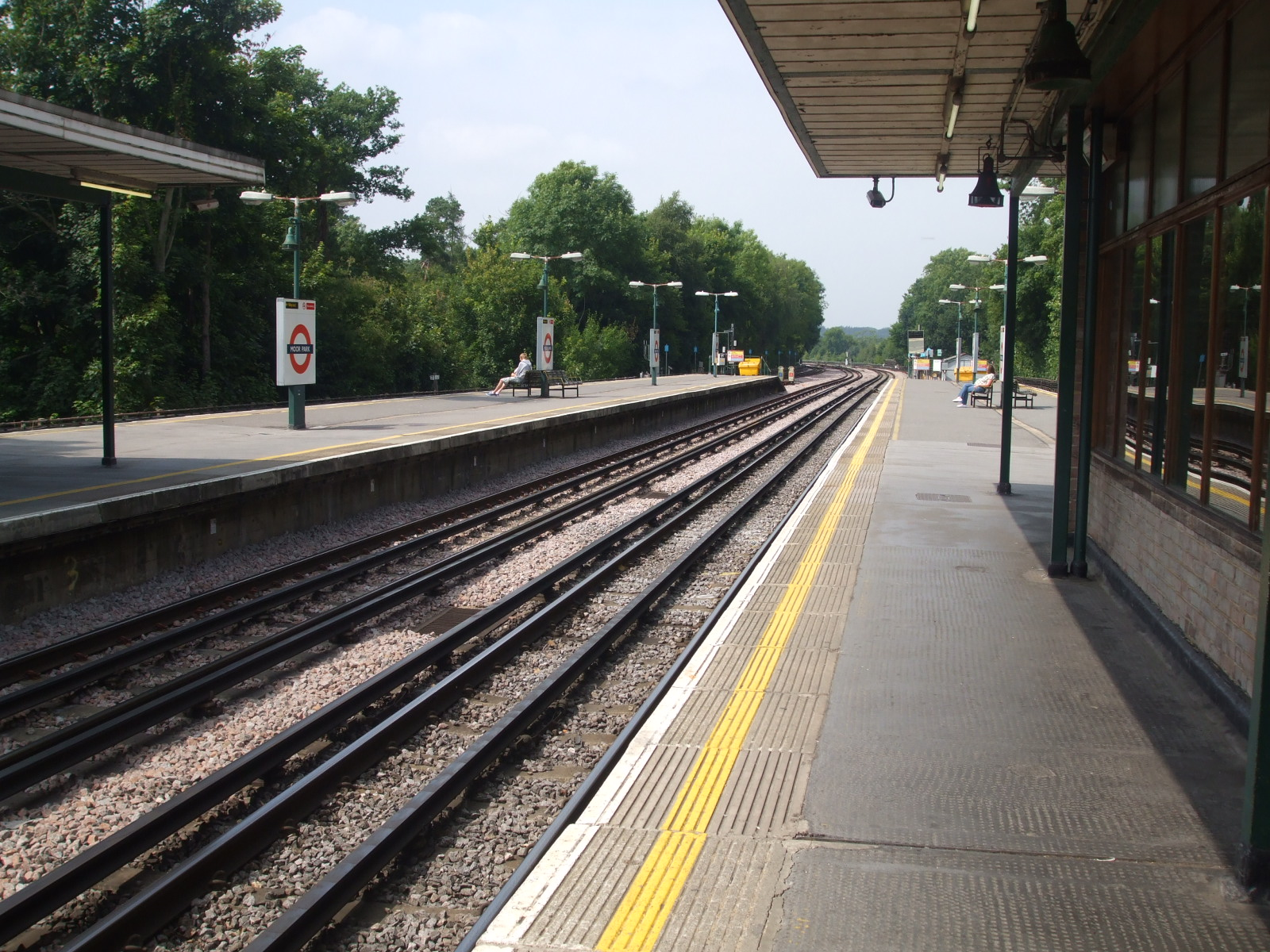
Платформа
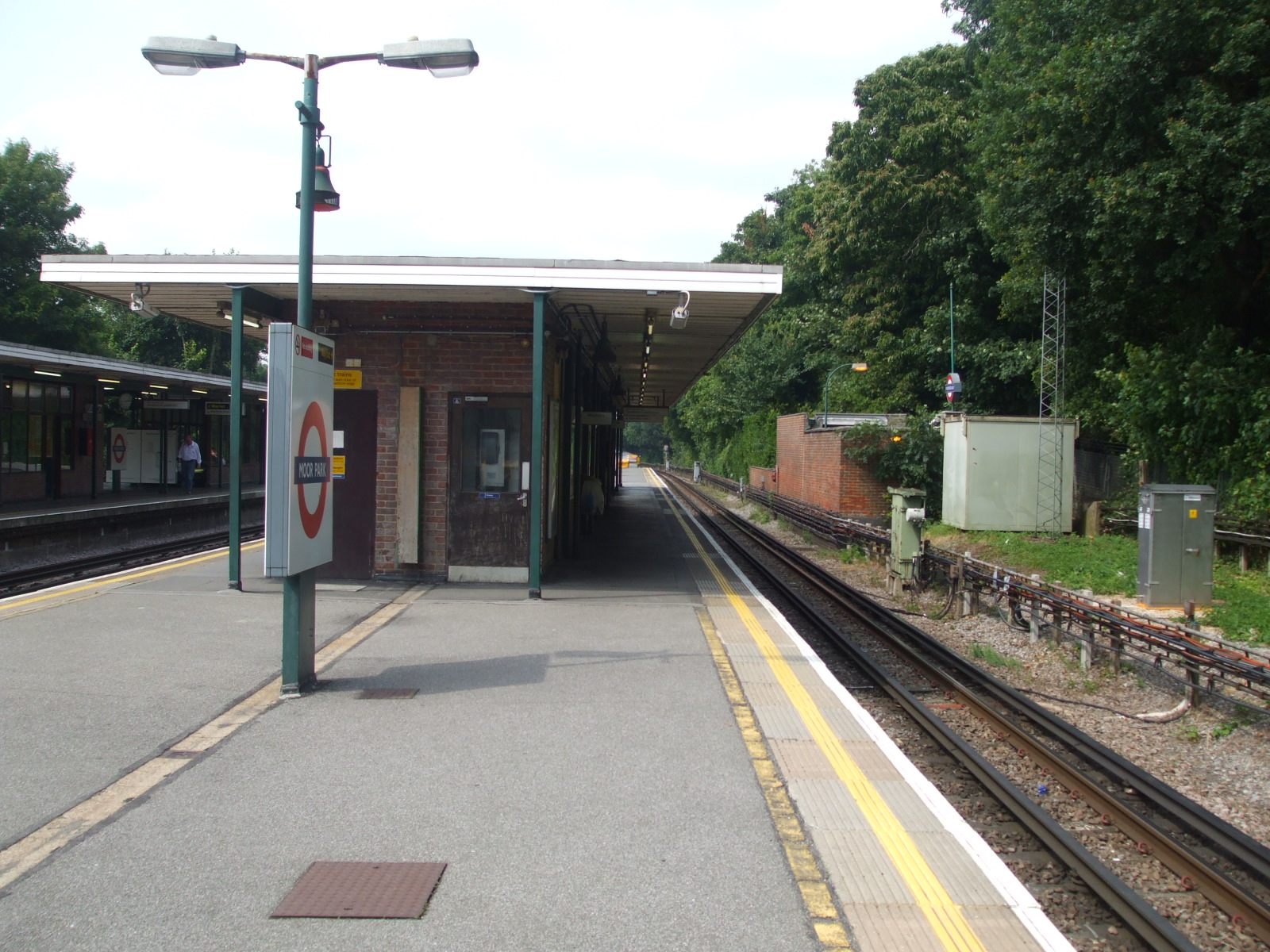
Платформа